# Regio Infra Service Sachsen
Die Regio Infra Service Sachsen GmbH (RISS) ist ein 2001 gegründetes Infrastruktur- und Eisenbahnverkehrsunternehmen. Gesellschafter sind die Chemnitzer Verkehrs AG (CVAG) und die RP-Eisenbahn GmbH (RPE). Sitz der Gesellschaft ist Chemnitz.

## Geschichte

Ehemaliges Logo

Gegründet wurde die Regio Infra Service Sachsen am 5. Juli 2001 als Eisenbahninfrastrukturunternehmen (EIU) für das Chemnitzer Modell.
Als Pilotstrecke entsprechend dieser Konzeption war schon im Vorfeld die Verbindung zwischen Chemnitz und Stollberg vorgesehen gewesen. Bereits am 15. Dezember 2002 konnte dort der planmäßige elektrische Zugbetrieb mit Regio-Stadtbahnen der City-Bahn Chemnitz aufgenommen werden. Weitere Strecken im Chemnitzer Umland wurden gleichzeitig für einen Vorlaufbetrieb mit Dieseltriebwagen hergerichtet.
Eine Besonderheit im Netz der RISS bildet die Strecke Freiberg–Nossen (Zellwaldbahn). Diese Strecke wird derzeit nur im Güterverkehr und für Sonderfahrten mit historischen Zügen genutzt. Eine Wiederaufnahme des Schienenpersonennahverkehrs ist dort nicht vorgesehen. Seit dem 1. Juli 2023 ist sie an die Nossen-Riesaer Eisenbahn-Compagnie verpachtet.
Die seit 2010 verkehrslose und seit 2015 betrieblich gesperrte Strecke Neuoelsnitz–Lugau wurde von der RISS im Juli 2017 zur Abgabe an Dritte ausgeschrieben. Die Investitionen zur Wiederinbetriebnahme der Strecke wurden mit insgesamt 380.000 Euro beziffert. Da kein anderes EIU die Strecke übernahm, wurde sie stillgelegt und anschließend entwidmet.

## Strecken

### Betriebene Strecken
- Stollberg (Sachs)–St. Egidien (19,4 km; seit Februar 2002)[3]
- Stollberg (Sachs)–Abzw Altchemnitz (16,4 km; seit September 2002), gepachtet durch City-Bahn Chemnitz GmbH[4]
- Abzw Altchemnitz–Chemnitz Süd (3,674 km; seit September 2002)[5]
- Hainichen–Niederwiesa (17,115 km; seit Oktober 2002)[6]
- Nossen–Freiberg (Sachs) (24,000 km; seit November 2005),[7] verpachtet
- Zwotental–Adorf (Vogtl) (11,514 km; seit Januar 2018)[8]
- Eilenburg–Lüptitz (13,328 km)[9]

### Ehemalige Strecken
- Neuoelsnitz–Lugau (3,0 km; bis 2017)

## Fahrzeuge
Im Jahr 2023 bestand der Fahrzeugpark der Regio Infra Service Sachsen aus einer Diesellokomotive der Baureihe 203, einem Schwerkleinwagen vom Typ SKL 25/1 LK sowie einem Zweiwegefahrzeug. Sie ist außerdem Halter einer Diesellok der Baureihe 218, die im Bahnhof Berthelsdorf (Erzgeb) als Ersatzteilspender abgestellt wurde. Ehemals gehörten zum Fahrzeugbestand auch zwei Diesellokomotiven der Baureihe 202, eine weitere 218 sowie eine 345.